# جامع بايزيد الثاني
جامع بايزيد الثاني (بالتركية : Beyazit II Camii) أحد مساجد السلاطين العثمانيين وهو أحد أكبر مساجد مدينة إسطنبول في تركيا. شُيّد هذا المسجد الكبير، الذي أمر السلطان بايزيد الثاني ببنائه، في الفترة ما بين 1501 إلى 1506م، ويُنسب التصميم إلى المهندس خير الدين (الذي تُوفي عام 1512م). أُعيد بناء قبة المسجد جزئيا بعد زلزال عام 1509م، وتمت عمليات الإصلاح بإشراف المعمار سنان في عام 1574م. يقع المسجد على التل الثالث من مدينة إسطنبول في موقع ساحة ثيودوسيوس بمنطقة إسطنبول القديمة، ويتميز البنيان المعماري الهندسي بأقواس مُدببة وقباب رائعة. وتوجد في المسجد نافورة ثمانية الشكل للوضوء. وتجري حالياً عمليات ترميم للمسجد امتدت حتى عام 2017.

## قبر السلطان بايزيد الثاني
كان السلطان بايزيد الثاني كثير الغزوات والجهاد في سبيل الله، وكان يجمع الغبار الذي يعلق بملابسه في قارورة، وفي إحدى المرات عندما كان السلطان يقوم بجمع هذا الغبار من على ملابسه لوضعه في القارورة، قالت له زوجته (کل بهار خاتون): أرجو أن تسمح لي يا مولاي بسؤال: فقال لها: اسألي يا (کل بهار). فقالت: لم تفعل هذا مولاي؟ وما فائدة هذا الغبار الذي تجمعه في هذه القارورة؟ فقال: إنني سأوصي يا (کل بهار) بعمل طابوقة من هذا الغبار، وأن توضع تحت رأسي في قبري عند وفاتي، ألا تعلمين يا (کل بهار) أن الله سيصون من النار يوم القيامة جسد من جاهد في سبيله؟.
نفذت وصية السلطان بايزيد الثاني، إذ عمل من هذا الغبار المتجمع في تلك القارورة (غبار الجهاد) عمل منه طابوقة (قالب طوب)، ووضعت تحت رأس هذا السلطان الورع عندما توفي عام 918هـ/1512م، وقبره موجود حتى الآن في اسطنبول بجانب الجامع الذي بناه، جامع بايزيد.

## معرض صور

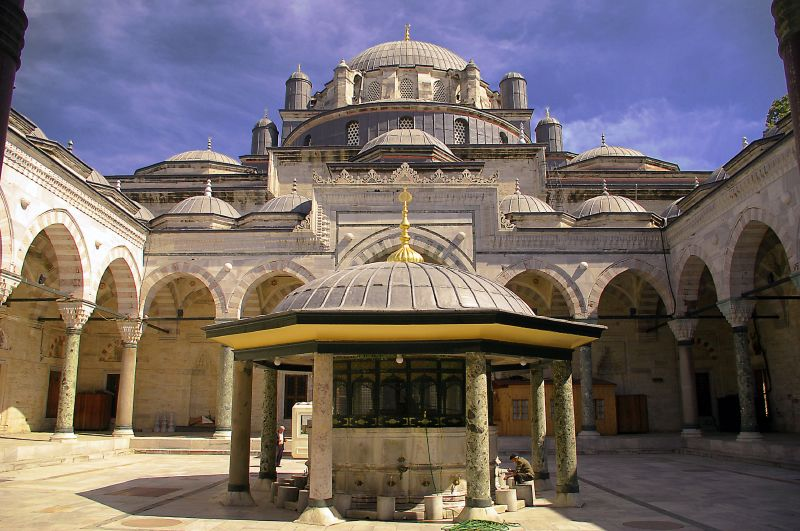
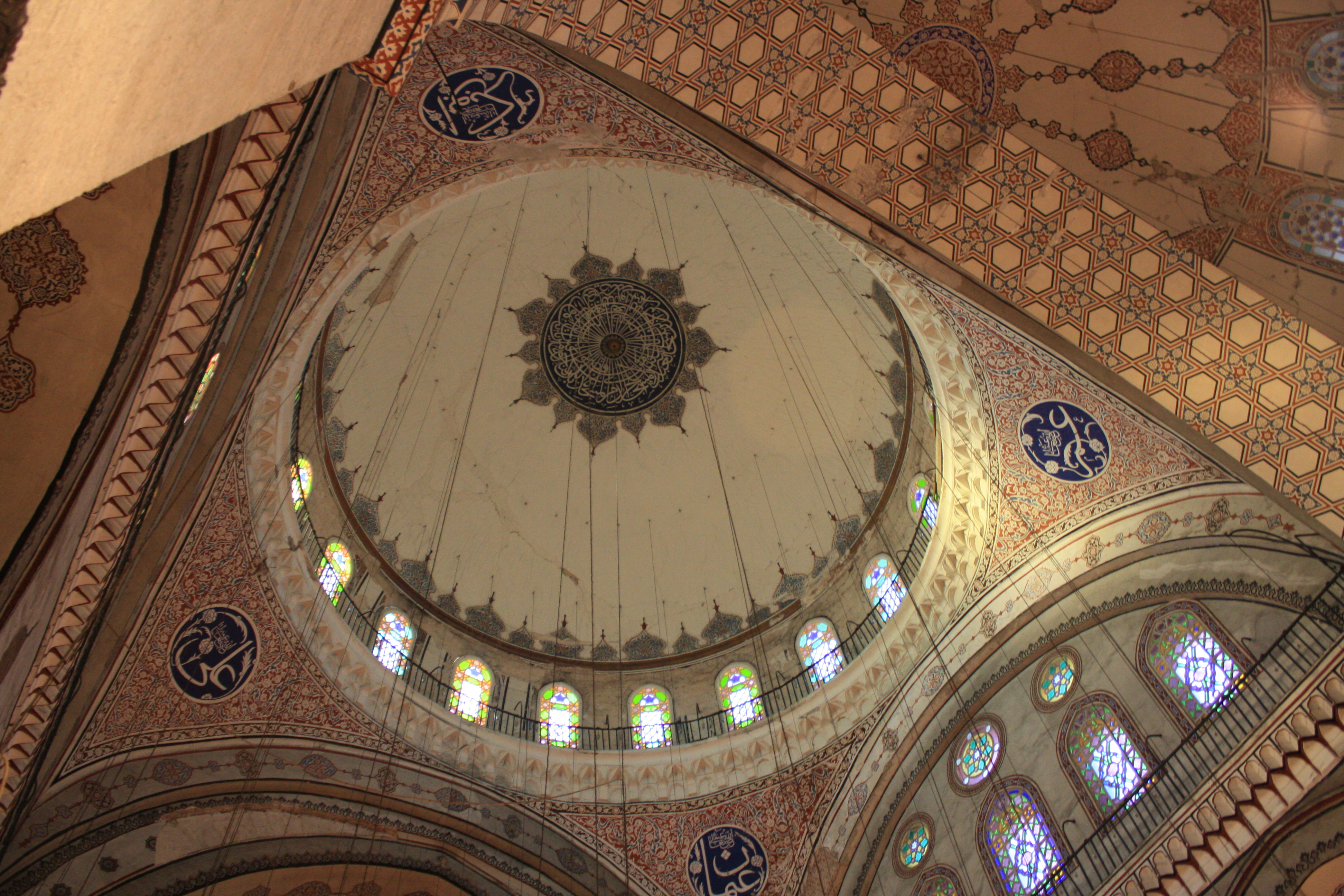
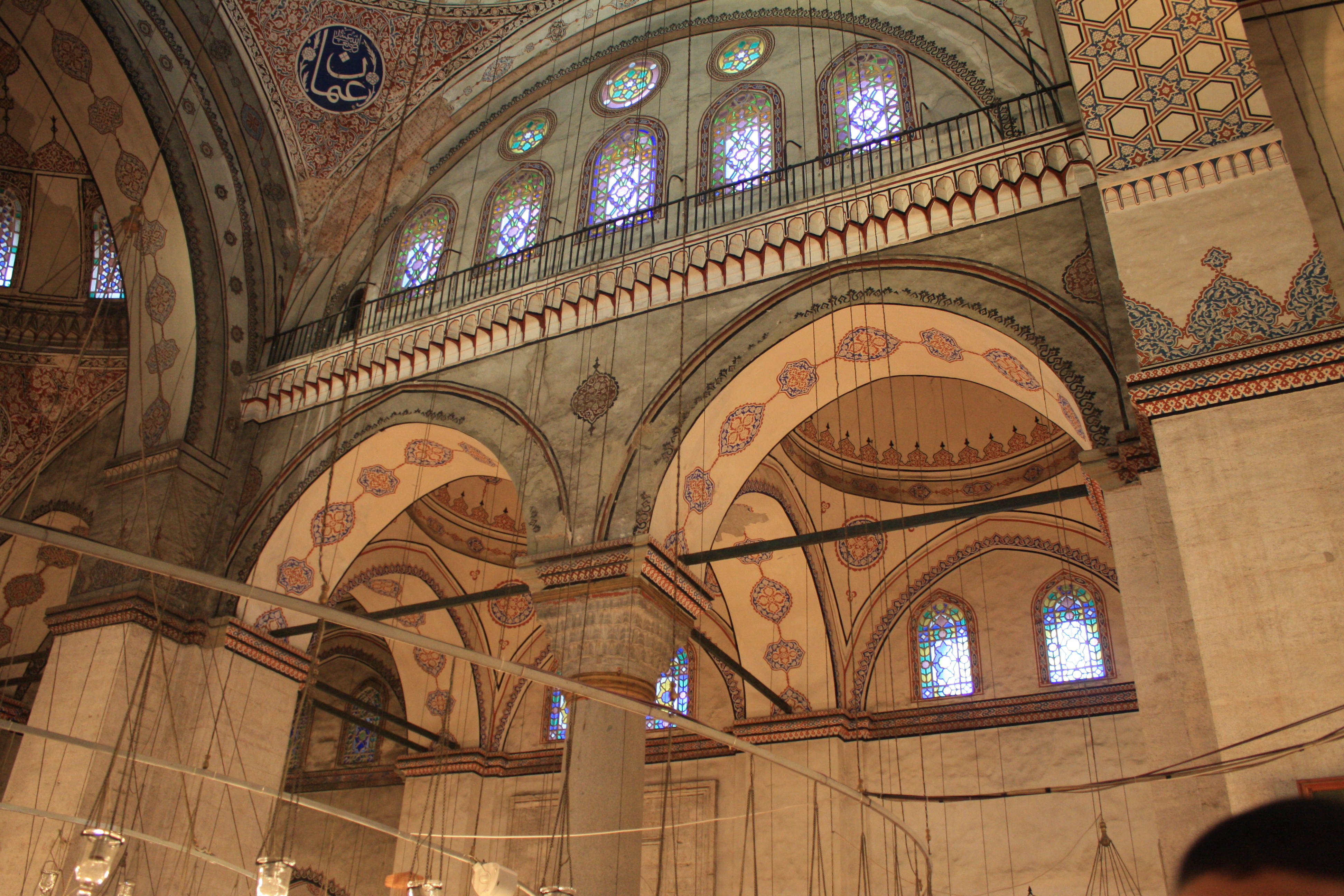
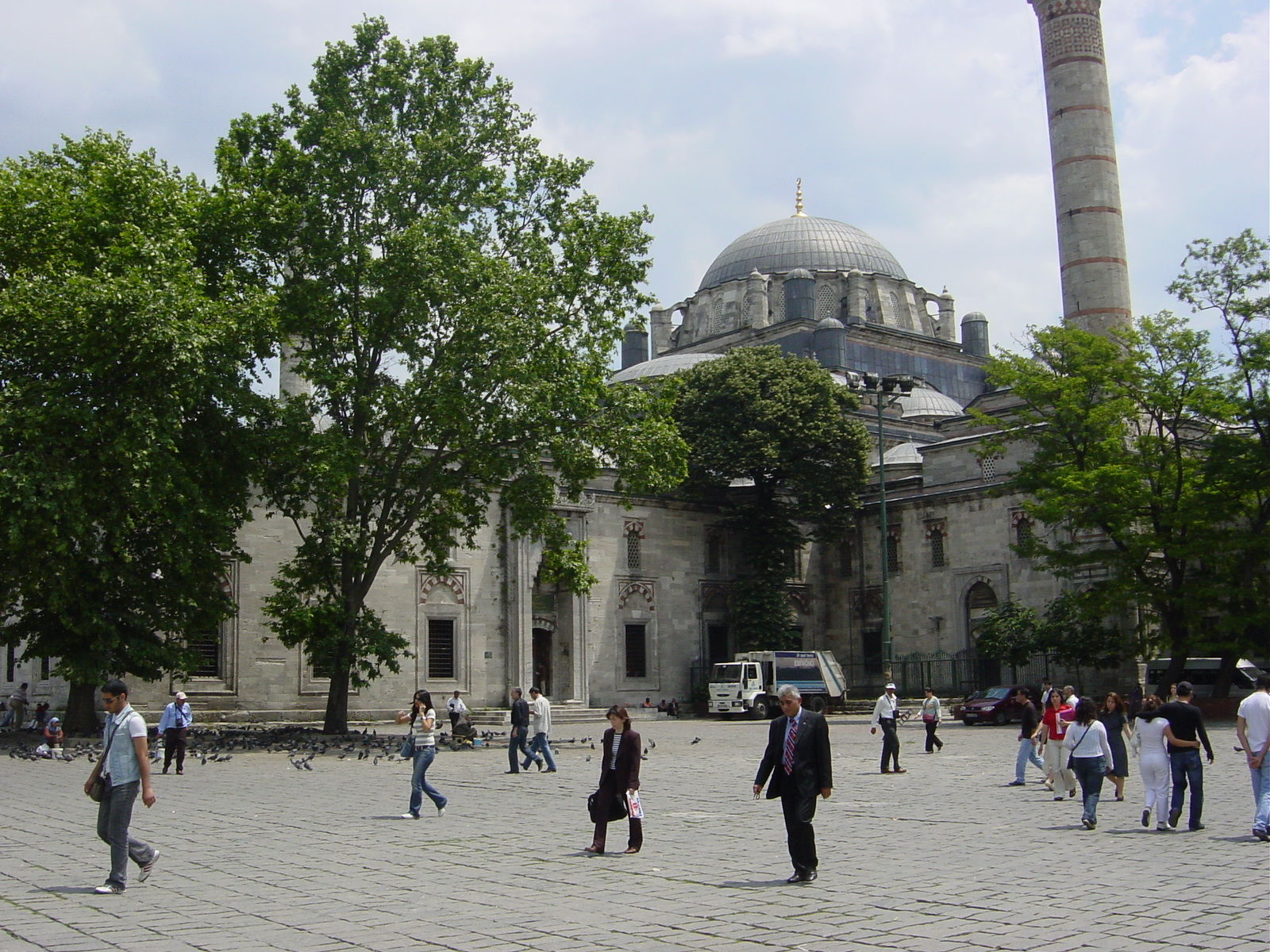
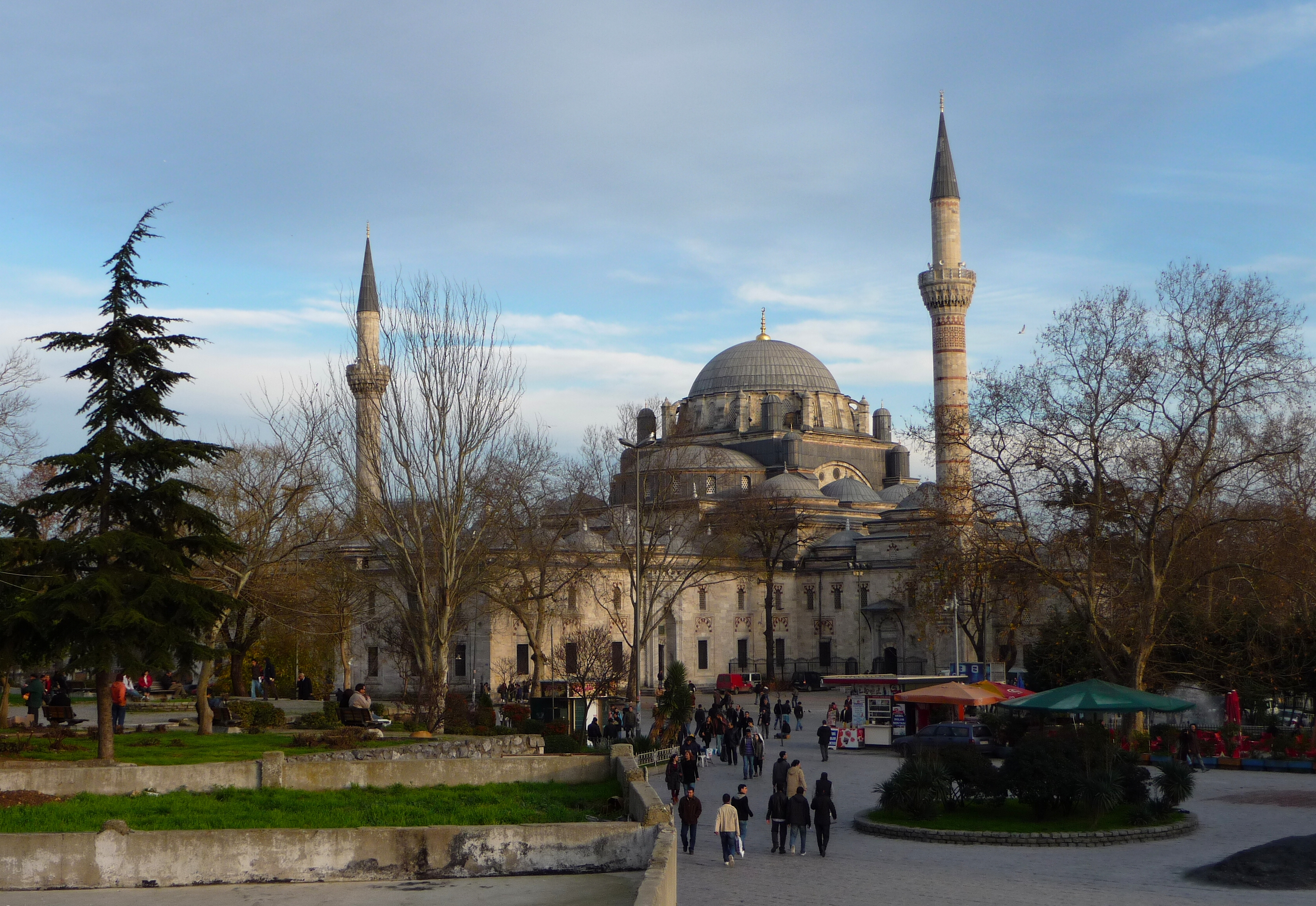
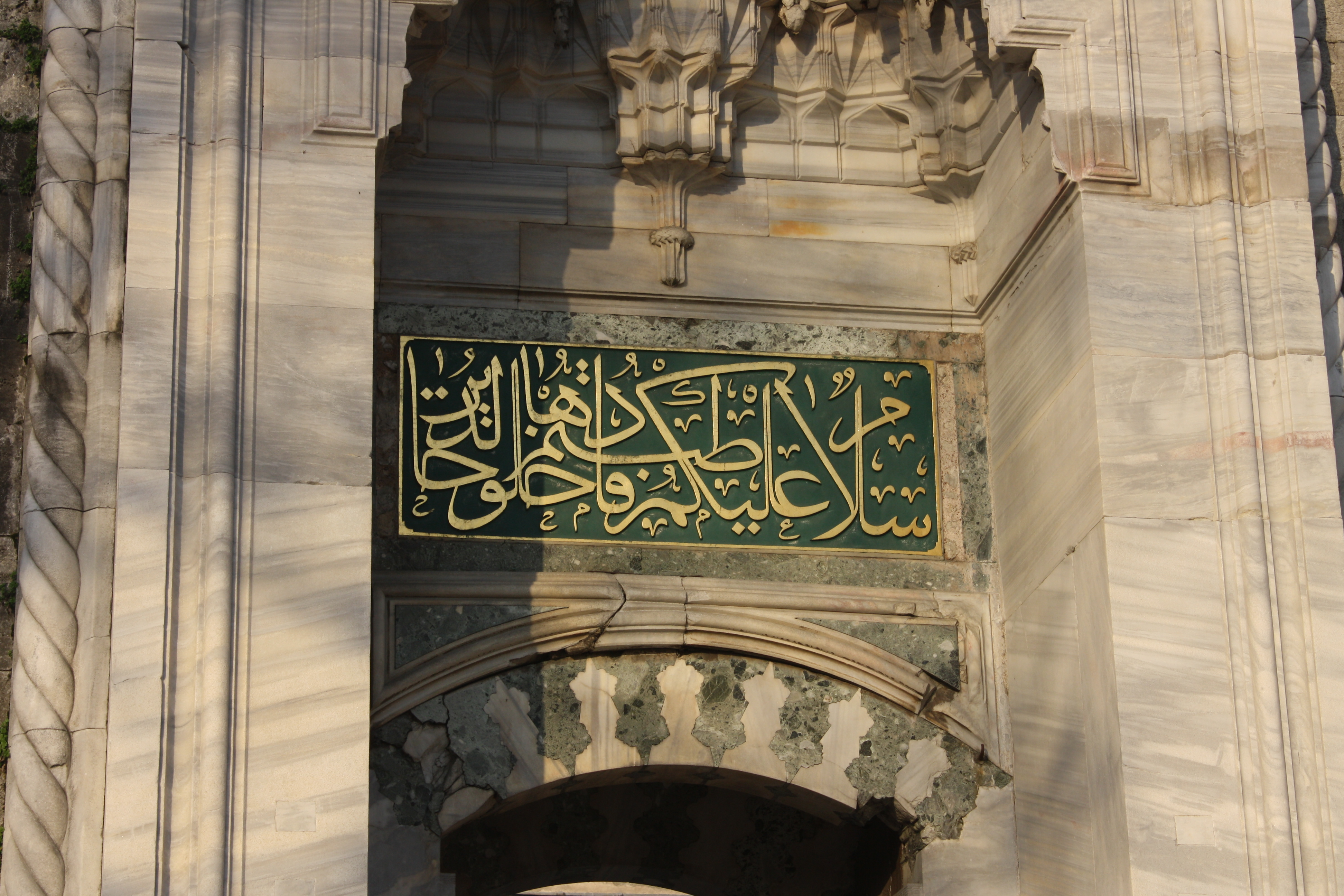
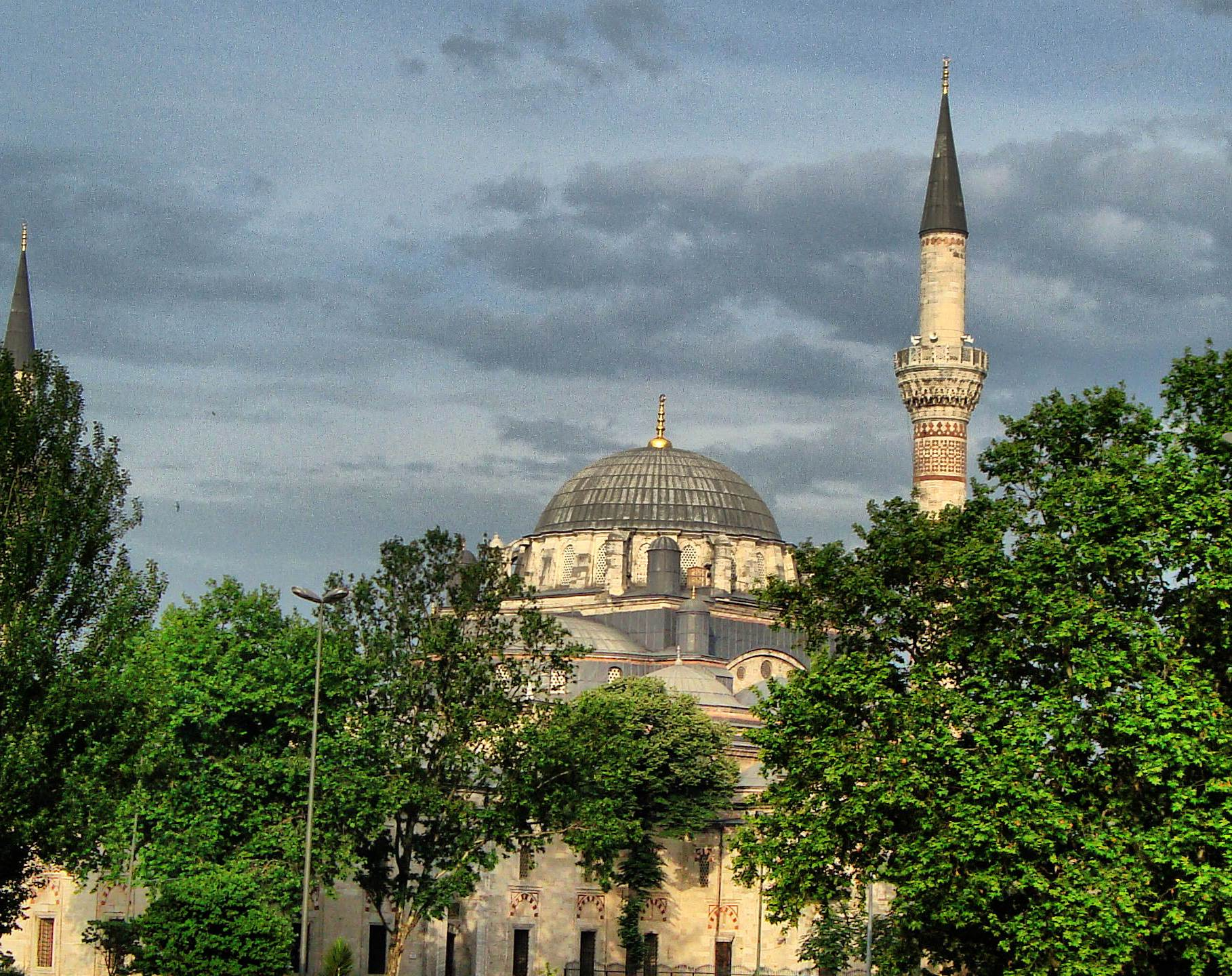